# Ибарра, Эрендира
Эренди́ра Иба́рра (исп. Eréndira Ibarra; род. 25 сентября 1985, Мехико) — мексиканская актриса кино и телевидения.

## Биография
Эрендира Ибарра Клор родилась 25 сентября 1985 года в Мехико (Мексика), но выросла в городе Сан-Хосе (штат Калифорния, США). Отца зовут Эпигменьо Ибарра (род. 1952), он продюсер. Одна сестра — сценаристка и продюсер по имени Наташа Ибарра Клор, вторую сестру зовут Камила. Мачеха — политик и журналистка Вероника Веласко Родригес (род. 1972).
В 2005 году единственный раз выступила как кастинг-директор в короткометражном фильме Acapulco Golden. В 2006 году начала сниматься в кинофильмах, в 2008 — в телесериалах.
Ибарра является открытой бисексуалкой, придерживается феминистских взглядов. 5 декабря 2010 года она вышла замуж за малоизвестного венесуэльского актёра и модель по имени Фредд Лодоньо. 12 апреля 2014 года у пары родился сын, которого назвали Рокко.

## Фильмография
Кино
- 2006 — Секс, любовь и другие извращения[исп.] / Sexo, amor y otras perversiones — Дева Мария
- 2008 — Дорога к славе[исп.] / Casi divas — Сандра
- 2014 — Темнее ночи[англ.] / Más negro que la noche — Пилар
- 2016 — Распутная жизнь идеальной пары[исп.] / La vida inmoral de la pareja ideal — Флорентина Калле
- 2018 — Когда я встретил тебя[исп.] / A ti te quería encontrar — Лу
- 2020 — Чёрное пламя[исп.] / Fuego negro — Руби
- 2020 — Чудовищно одинок / Monstruosamente Solo — Камила
- 2021 — Матрица: Воскрешение / The Matrix Resurrections — Лекси
- 2022 — Больная любовь[исп.] / Enfermo amor — Карла

Телевидение
- 2008 — Запретное желание[исп.] / Deseo prohibido — Ребека Сантос (в эпизоде № 1.1)
- 2008, 2010, 2012 — Каппадокия[исп.] / Capadocia — София Лопес (в 32 эпизодах)
- 2010 — Восьмая заповедь[исп.] / El octavo mandamiento — Касильда Баррейро (в эпизоде Mama cuida a mi Novia)
- 2010 — Апарисио[исп.] / Las Aparicio — Мариана Альмада(-Вильсон) (в 120 эпизодах)
- 2011 — Добро пожаловать в реальность[исп.] / Bienvenida realidad — миссис Кристейн (в эпизоде № 1.1)
- 2011 — Десятка[исп.] / El Diez — Ксимена Каллеха (в 8 эпизодах)
- 2012 — Бесчестные[исп.] / Infames — Касильда Баррейро (в 3 эпизодах)
- 2014 — Камелия Техасская[исп.] / Camelia la Texana — Элисон Бэйлоу де Варела (в 53 эпизодах)
- 2015 — Леди из пороха[исп.] / Señorita Pólvora — Татьяна Хук, модель, преступница[10] (в 15 эпизодах)
- 2015—2018 — Восьмое чувство / Sense8 — Даниэла Веласкес (в 19 эпизодах)
- 2017—2018 — Неуправляемая / Ingobernable — Ана Варгас-Уэст, начальник штаба канцелярии Президента, агент ЦРУ (в 26 эпизодах)
- 2019 — Осаждённые: Мексика[англ.] / Sitiados: México — Иньес (в 8 эпизодах)
- 2020 — Кандидат[исп.] / El candidato — Изабель Альфаро (в 10 эпизодах)
- 2023 — Любое сходство[исп.] / Cualquier parecido — Азафата (в эпизоде Los ataques de pánico y los premios)
- 2024 — Несчастье[исп.] / Accidente — Гуадалупе «Лупита» Барранко (в 10 эпизодах)